# مسدودکننده گیرنده آنژیوتانسین ۲

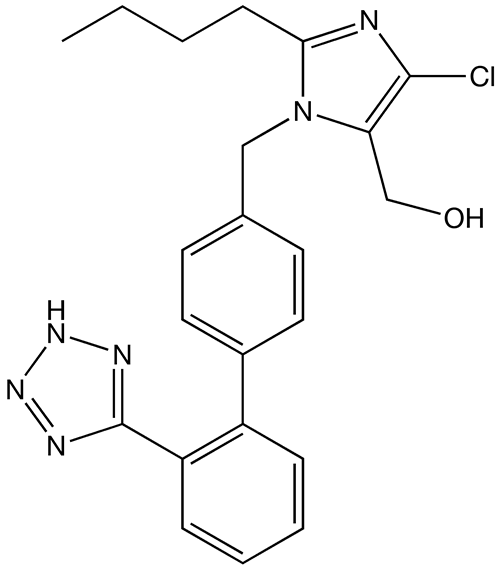
Losartan, the first ARB

داروهای مسدودکننده گیرنده آنژیوتانسین (ARBs)، که با نام‌های دیگری همچون زارتان‌ها ، داروهای آنتاگونیست گیرنده آنژیوتانسین II و داروهای آنتاگونیست گیرنده AT1 نیز شناخته می‌شوند، یک گروه دارویی هستند که سیستم رنین-آنژیوتانسین-آلدوسترون را تنظیم می‌کنند. کاربرد اصلی این داروها در درمان فشارخون بالا، نفروپاتی دیابتی (آسیب کلیه‌ها به دنبال دیابت) و نارسایی قلبی احتقانی است.

## کاربردهای بالینی
این داروها به طور عمده برای درمان فشارخون بالا و در کسانی استفاده می‌شود که قادر به تحمل داروهای مهارکننده آنزیم مبدل آنژیوتانسین نیستند. داروهای مسدودکننده گیرنده آنژیوتانسین II برخلاف داروهای مهارکننده آنزیم مبدل آنژیوتانسین، تبدیل برادی کینین به کینین را مهار نمی‌کنند و بنابراین به ندرت با سرفه خشک یا آنژیوادم همراه هستند. این داروها در نارسایی قلبی نیز به کار می‌روند و از سویی می‌توانند پیشرفت نفروپاتی دیابتی را به تاخیر بیندازند.

## ساختار
لوزارتان، ایربزارتان، اُلمِزارتان، کاندزارتان و والزارتان دارای گروه تترازول هستند؛ این حلقه دارای چهار نیتروژن و یک کربن است. لوزارتان، ایربزارتان، اُلمِزارتان، کاندزارتان و تِلمیزارتان دارای یک یا دو گروه ایمیدازول هستند.

## مکانیسم عمل
این داروها آنتاگونیست گیرنده AT1 هستند و با مهار فعال شدن گیرنده‌آنژیوتانسین II به طور مستقیم باعث گشادشدن رگ‌ها، کاهش تولید وازوپرسین و کاهش تولید و ترشح آلدوسترون می‌شوند؛ برآیند این موارد کاهش فشارخون است.

## مقایسه داروها و فارماکوکینتیک
| دارو       | نام تجاری       | Biological half-life [h] | Protein binding [%] | Bioavailability [%] | Renal/hepatic کلیرانس [%] | Food effect | دوز روزانه [mg] |
| ---------- | --------------- | ------------------------ | ------------------- | ------------------- | ------------------------- | ----------- | --------------- |
| لوزارتان   | Cozaar          | 6-9 h                    | ۹۸٫۷٪               | ۳۳٪                 | ۱۰٪/۹۰٪                   | Minimal     | 50–100 mg       |
| EXP 3174   |                 | 6–9 h                    | ۹۹٫۸٪               | –                   | ۵۰٪/۵۰٪                   | –           | –               |
| کاندزارتان | Atacand         | 9h                       | >۹۹٪                | ۱۵٪                 | ۶۰٪/۴۰٪                   | No          | 4–32 mg         |
| والزارتان  | Diovan          | 6 h                      | ۹۵٪                 | ۲۵٪                 | ۳۰٪/۷۰٪                   | No          | 80–320 mg       |
| ایربزارتان | Avapro          | 11–15 h                  | ۹۰–۹۵٪              | ۷۰٪                 | ۱٪/۹۹٪                    | No          | 150–300 mg      |
| تلمیزارتان | Micardis        | 24 h                     | >۹۹٪                | ۴۲–۵۸٪              | ۱٪/۹۹٪                    | No          | 40–80 mg        |
| اپروزارتان | Teveten         | 5 h                      | ۹۸٪                 | ۱۳٪                 | ۳۰٪/۷۰٪                   | No          | 400–800 mg      |
| المزارتان  | Benicar/Olmetec | 14–16 h                  | >۹۹٪                | ۲۹٪                 | ۴۰٪/۶۰٪                   | No          | 10–40 mg        |
| آزیلزارتان | Edarbi          | 11 h                     | >۹۹٪                | ۶۰٪                 | ۵۵٪/۴۲٪                   | No          | 40–80 mg        |

## عوارض جانبی
این گروه دارویی به خوبی تحمل می‌شوند. عوارض شایع عبارتند از:
- سبکی سر
- سردرد
- هیپرکالمی
- افت فشارخون ارتوستاتیک با اولین دوز دارو
- راش جلدی
- اسهال
- سوء هاضمه
- اختلال کارکرد کبد
- کرامپ عضلانی
- درد عضلانی
- کمردرد
- بیخوابی
- افت هموگلوبین
- اختلال کارکرد کلیه
- فارنژیت
- احتقان بینی

## پسرفت فیبروز
لوزارتان و دیگر داروهای مسدودکننده گیرنده آنژیوتانسین باعث پسرفت فیبروز کبد، قلب، کلیه و ریه می‌شوند.